# 214136 Alinghi
214136 Alinghi è un asteroide della fascia principale. Scoperto nel 2005, presenta un'orbita caratterizzata da un semiasse maggiore pari a 2,2344437 UA e da un'eccentricità di 0,0806245, inclinata di 4,25832° rispetto all'eclittica.